# Pays-Bas aux Jeux olympiques d'été de 1988
Les Pays-Bas participent aux Jeux olympiques d'été de 1988 à Séoul en Corée du Sud. 147 athlètes néerlandais, 93 hommes et 54 femmes, ont participé à 86 compétitions dans 17 sports. Ils y ont obtenu neuf médailles : deux d'or, deux d'argent et cinq de bronze.

## Médailles
| Médaille | Discipline       | Épreuve                     | Athlète | Performance | Date |
| -------- | ---------------- | --------------------------- | --- | ----------- | ---- |
| Or       | Cyclisme         | Course en ligne femmes      | Monique Knol |             |      |
| Or       | Aviron           | Deux de couple hommes       | Nico Rienks, Ronald Florijn |             |      |
| Argent   | Cyclisme         | Course aux points hommes    | Leo Peelen |             |      |
| Argent   | Natation         | 4 × 100 m nage libre femmes | Marianne Muis Mildred Muis Conny van Bentum Karin Brienesse |             |      |
| Bronze   | Boxe             | Poids lourds                | Arnold Vanderlyde |             |      |
| Bronze   | Canoë-kayak      | K-2 - 500 m femmes          | Annemiek Derckx, Annemarie Cox |             |      |
| Bronze   | Hockey sur gazon | Hommes                      | Marc Benninga, Cees Jan Diepenveen, Patrick Faber, René Klaasen, Hendrik Jan Kooijman, Taco van den Honert, Hidde Kruize, Frank Leistra, Erik Parlevliet, Gert Jan Schlatmann, Tim Steens, Floris Jan Bovelander, Jacques Brinkman, Marc Delissen, Maurits Crucq Ronald Jansen        |             |      |
| Bronze   | Hockey sur gazon | Femmes                      | Willemien Aardenburg, Helen van der Ben, Yvonne Buter, Annemieke Fokke, Noor Holsboer, Lisanne Lejeune, Ingrid Wolff, Carina Benninga, Marjolein Eijsvogel, Det de Beus, Anneloes Nieuwenhuizen, Martine Ohr, Marieke van Doorn, Aletta van Manen, Sophie von Weiler Laurien Willemse |             |      |
| Bronze   | Judo             | Poids moyens hommes         | Ben Spijkers |             |      |